# Besar
Der Vulkan Besar liegt auf dem Südost-Teil der Insel Sumatra. In seinem Krater befinden sich einige Schwefelablagerungen. An seiner Nord- und Nordwest-Flanke befindet sich ein Feld mit aktiven Solfataren. 1940 ereignete sich in einem der vier Solfatara-Felder ein phreatischer Ausbruch.